# Exposició Universal de Barcelona
|  | Per a altres significats, vegeu «Exposició Universal de Barcelona de 1929». |

L'Exposició Universal de 1888 es va celebrar a la ciutat de Barcelona entre el 8 d'abril i el 9 de desembre de 1888, i va rebre un total de 400.000 visitants procedents de tot el món. Va ser la primera de les dues exposicions universals que se celebraren a Barcelona (la segona fou l'Exposició Internacional de Barcelona de 1929). Aquell 1888 es van celebrar unes altres quatre grans mostres internacionals, encara que cap duia el nom d'Exposició Universal: van ser la Centennial International Exhibition celebrada a Melbourne (Austràlia), la International Exhibition de Glasgow (Escòcia), el Grand Concours International des Sciences et de l'Industrie de Brussel·les (Bèlgica), i l'Exposição Industrial Portuguesa de Lisboa (Portugal).
La inauguració oficial va tenir lloc el 20 de maig de 1888 a les 16 hores. La va presidir Alfons XIII (que tenia dos anys), la reina regent Maria Cristina, la princesa d'Astúries María de las Mercedes, la infanta María Teresa, el president del Consell de Ministres, Práxedes Mateo Sagasta, i l'alcalde de Barcelona, Francesc Rius i Taulet.

## Context històric
L'any 1888 Barcelona tenia 530.000 habitants i era la segona ciutat més important d'Espanya en el pla polític, i la primera en l'àmbit industrial. Espanya vivia el període de la Restauració borbònica. L'any 1888 governava Práxedes Mateo Sagasta sota la regència monàrquica de Maria Cristina, vídua d'Alfons XII (mort el 1885) i mare d'Alfons XIII.
Es considera que l'organització de l'Exposició Universal de 1888 va reflectir la bona relació entre la monarquia restaurada i la burgesia industrial catalana, que havia donat suport al retorn de la monarquia, a la recerca d'una pau social que permetés un desenvolupament econòmic.
Les Exposicions Universals, iniciades a París el 1855, vivien un moment de gran apogeu. Es consideraven els majors esdeveniments polítics, econòmics i socials del món, en els quals cada país podia exposar els avenços tecnològics i fer gala del seu potencial econòmic i industrial. Organitzar una Exposició era una oportunitat de desenvolupament econòmic per a la ciutat organitzadora i atorgava un gran prestigi internacional.

## Impulsors de l'Exposició

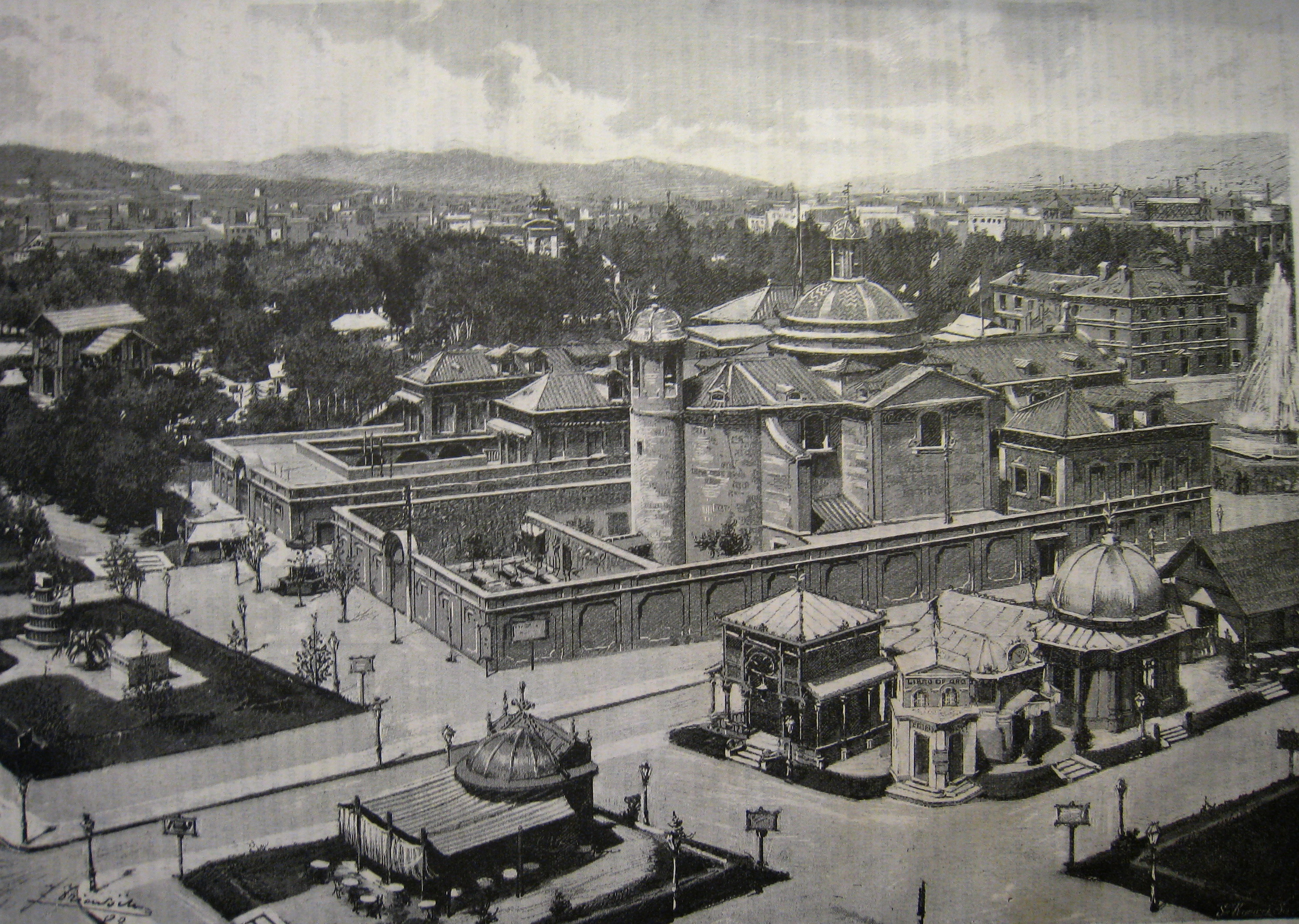
Vista General dels pavellons al Parc de la Ciutadella

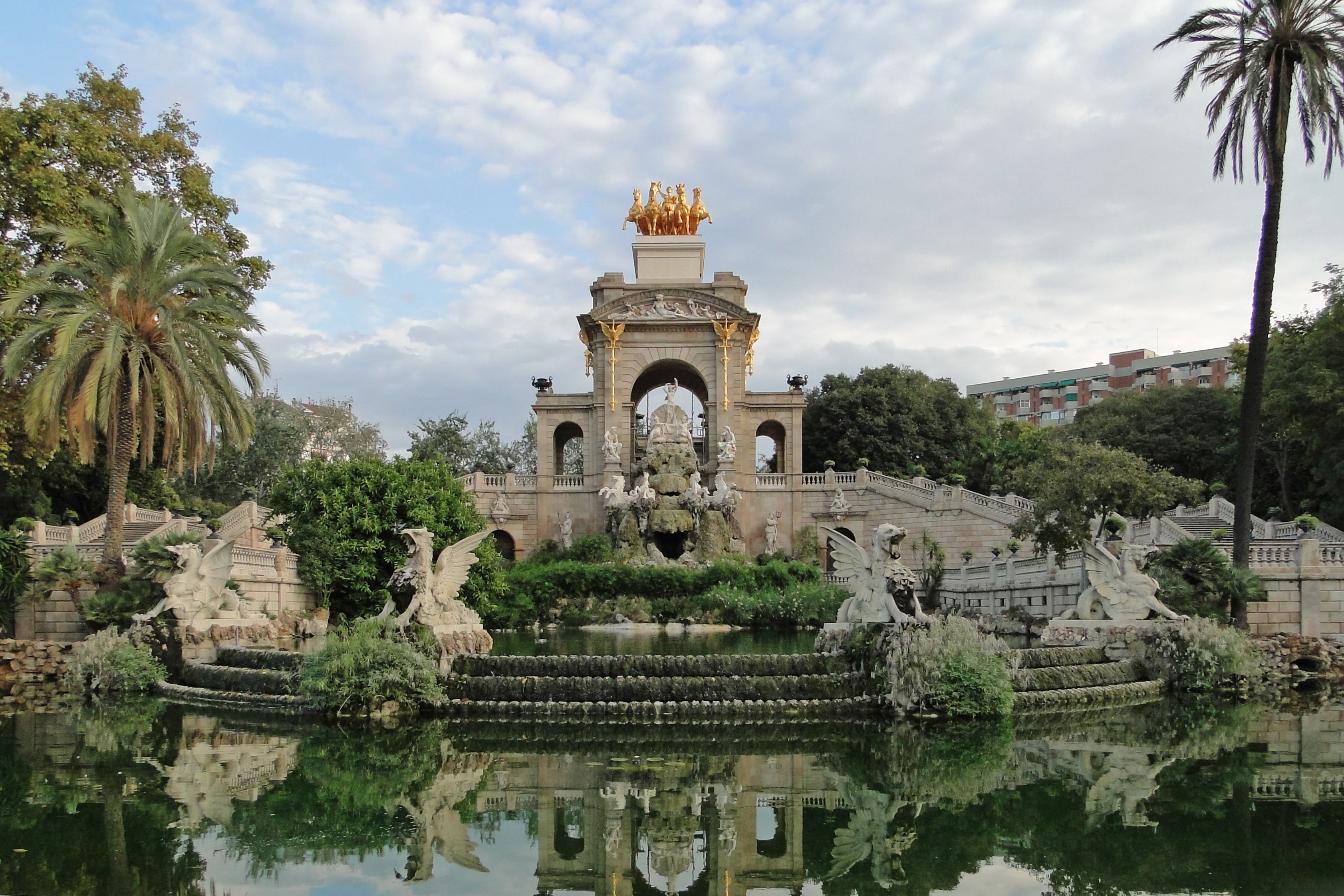
Font del Parc de la Ciutadella

La idea inicial d'organitzar una Exposició Universal a Barcelona la va tenir un empresari, Eugenio Serrano. Davant la impossibilitat de Serrano de dur a terme l'esdeveniment en solitari, va assumir el projecte l'alcalde de Barcelona Francesc Rius i Taulet, que es va envoltar d'un grup d'empresaris de la ciutat que, al costat de l'alcalde, van formar l'anomenat «Comitè dels vuit». Eren, a més de Rius i Taulet, Elies Rogent i Amat —director d'obres—, Lluís Rouvière i Bula, Manuel Girona i Agrafel —polític i banquer que va finançar part de l'obra—, Manuel Duran i Bas, Josep Ferrer i Vidal, Claudi López Bru (Marquès de Comillas) i Carles Pirozzini. Entre els membres de la Junta de l'Exposició hi van figurar Jacint Verdaguer, Josep Pujol i Fernàndez, president de Foment del Treball Nacional, i Ramon Romaní i Puigdengolas.

## El recinte
L'exposició es va desenvolupar en una superfície de 380.000 metres quadrats que tenia l'Arc del Triomf, obra de Josep Vilaseca i Casanovas (1858-1917), com a porta d'entrada. El recinte s'estenia pel parc de la Ciutadella, el zoològic, i part de l'actual estació de França fins al lloc on avui s'ubica l'Hospital del Mar, a la Barceloneta.
Una quarta part del recinte estava ocupat per edificis dissenyats pels arquitectes més prestigiosos del moment, on es feien les exposicions. L'edifici més important va ser el Palau de la Indústria, de 70.000 metres quadrats. Tanmateix es van mantenir tres edificis de l'època militar de la Ciutadella: el Palau del Governador, l'arsenal i la capella. Tots tres continuen en actiu. L'arsenal, després de diverses adaptacions el 1889, 1900 i 1932, és actualment la seu del Parlament de Catalunya.

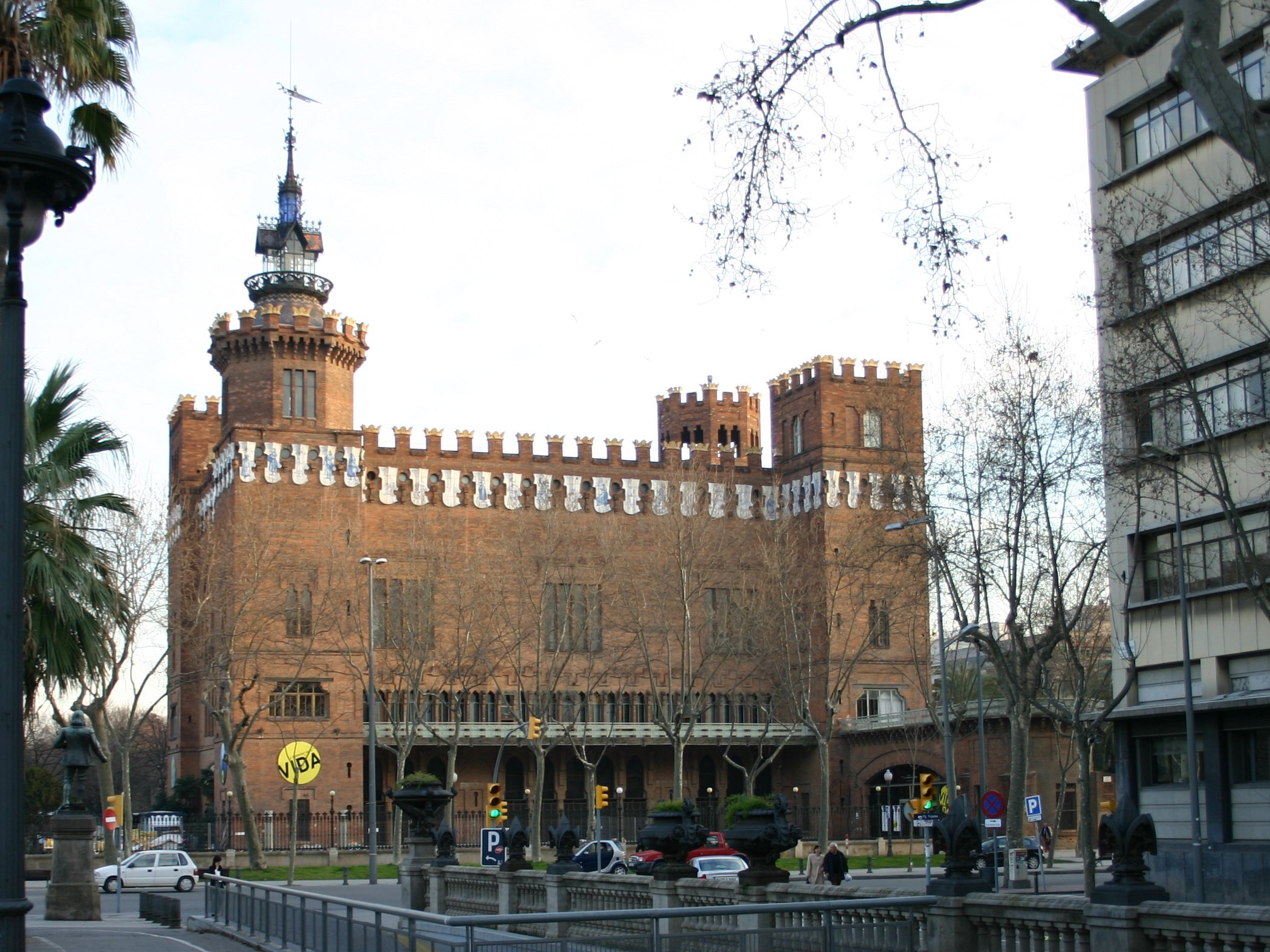
Castell dels Tres Dragons

De resultes del canvi de promotors, el temps per poder fer les obres del recinte va ser molt reduït. Això va suposar un repte importantíssim per a l'organització, que va demostrar la seva capacitat de gestió i esforç, però també va ser la causa que alguns edificis tingueren una construcció efímera. Així tan sols romanen dempeus l'Arc del Triomf, obra de Josep Vilaseca, el Castell dels Tres Dragons, obra de Lluís Domènech i Montaner (cafè-restaurant de l'exposició, actualment Museu de Zoologia), el Museu Martorell de Geologia, d'Antoni Rovira i Trias, l'umbracle, projectat per Josep Fontserè i Mestre i acabat per Josep Amargós i Samaranch i una part de l'anomenada «Galeria de les Màquines», avui ocupada pels serveis del zoo.
Una llegenda popular assegura que l'enginyer francès Gustave Eiffel va oferir construir la torre a Barcelona per a l'Exposició Universal de 1888. Però no va ser Eiffel, sinó l'enginyer de Toulouse J. Lapierre qui va presentar un projecte d'una torre de fusta de 210 metres. També va presentar un projecte de torre l'arquitecte Pere Falqués. Tot i l'interès inicial, cap dels dos projectes va avançar per raons pressupostàries.

## Remodelació urbanística

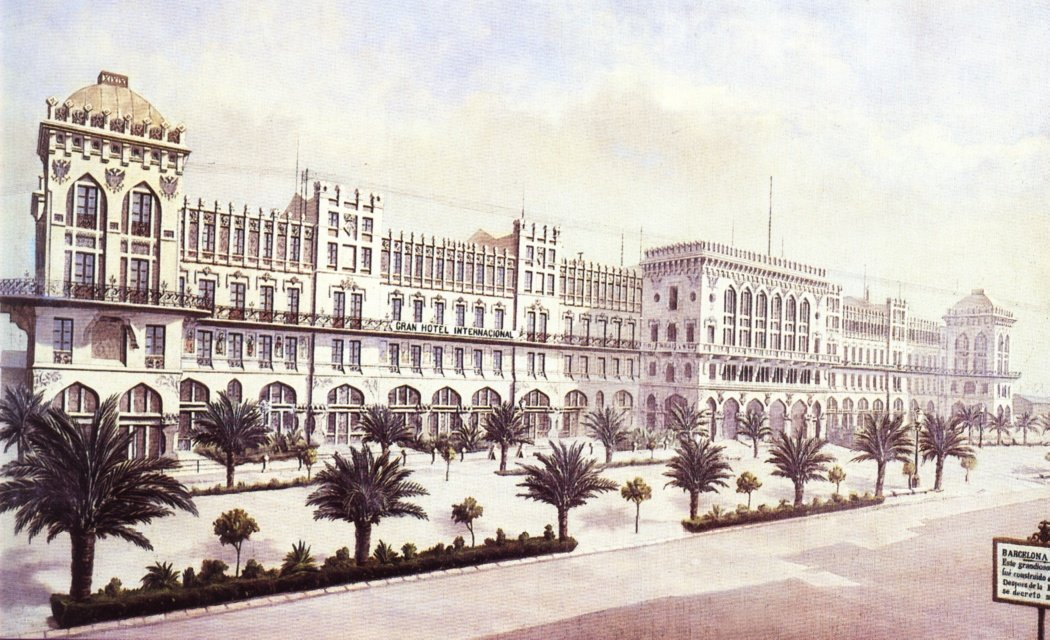
Hotel Internacional

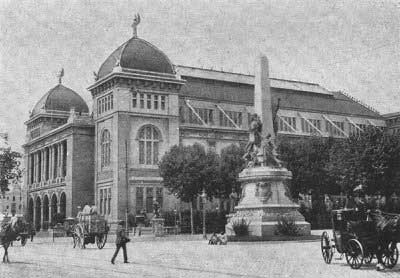
Palau de les Belles Arts

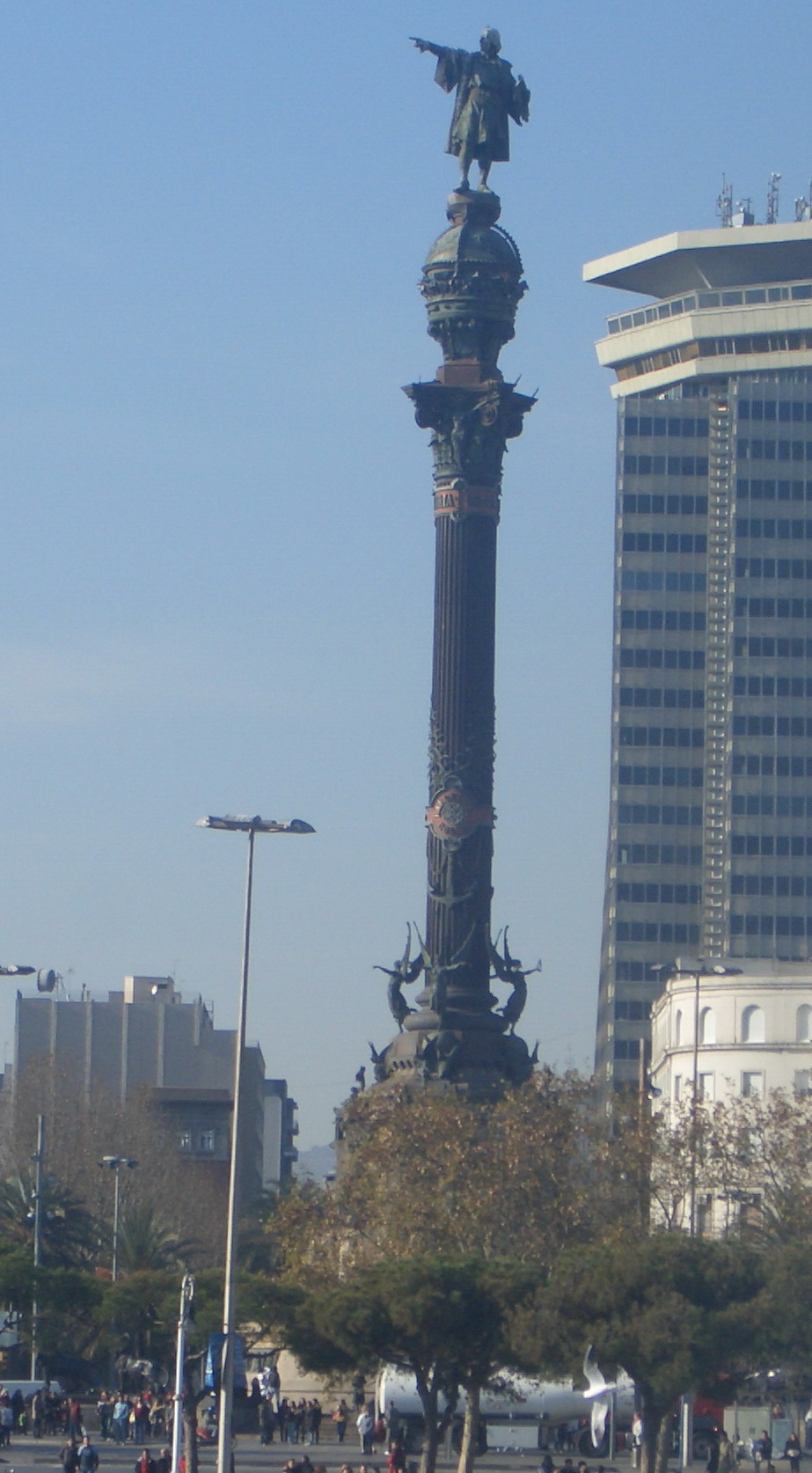
Monument a Colom (1888)

Malgrat que les activitats de l'Exposició es van desenvolupar a l'interior del recinte firal, l'«Expo» va contribuir a la millora general de Barcelona. D'una banda, la celebració de l'exposició va esperonar a finalitzar obres iniciades molts anys abans i que encara estaven inacabades; i, d'altra banda, es va aprofitar per posar en marxa noves infraestructures i serveis que no només milloressin la vida dels ciutadans, sinó que donessin una imatge de modernitat de la ciutat a ulls dels visitants.
Algunes de les novetats que va implicar l'Exposició de 1888 van ser:
- Urbanització del parc de la Ciutadella, que després de l'acabament de l'Expo es va convertir en el parc més gran de la ciutat.
- Es va finalitzar la urbanització de tot el front marítim de la ciutat, entre el parc de la Ciutadella i la Rambla, construint el passeig de Colom i un nou moll a l'actual Moll de la Fusta.
- Es va construir el Gran Hotel Internacional en un terreny guanyat al mar al nou passeig de Colom, davant l'edifici de la Capitania General. L'hotel, dissenyat per l'arquitecte Lluís Domènech i Montaner, es va edificar en el temps rècord de 53 dies. Tenia planta i tres pisos, i ocupava un solar de 5.000 metres quadrats. Amb capacitat per a 2.000 hostes, es va concebre com a instal·lació temporal per acollir els visitants. Es va enderrocar després d'acabar l'Exposició.
- Es va construir el Palau de Belles Arts, a l'espai on actualment hi ha els jutjats municipals davant el museu de zoologia. Obra d'August Font, va ser on se celebrà la inauguració oficial de l'Exposició, amb assistència de la família reial. Es va destinar a exposicions artístiques, concerts i esdeveniments culturals de caràcter catalanista. Després de l'exposició, va continuar obert fins a 1942.
- Es va construir el Monument a Colom a la Plaça Portal de la Pau, punt d'unió del passeig de Colom i la Rambla. El monument es va inaugurar l'1 de juny de 1888, en plena celebració de l'Exposició.
- Es va urbanitzar la zona contigua al recinte de l'exposició, a la zona del barri de la Ribera.
- Es va inaugurar el Mercat del Born, obra de Josep Fontserè i Mestre, construït entre 1884 i 1886.
- Es van inaugurar Las Golondrinas,[7] embarcacions d'esbarjo que, encara avui, surten davant del monument a Colom i fan un tomb marítim als visitants.
- Es va dotar d'il·luminació elèctrica els primers carrers de Barcelona (la Rambla, Passeig de Colom, plaça de Sant Jaume i interior del recinte de l'exposició).

## Panorames a Barcelona
Un dels continguts de l'Exposició Universal de 1888 van ser els panorames, considerats precursors del cinema. Els panorames eren grans quadres de mides enormes que representaven moments d'interès, que en el cas dels panorames de l'Exposició Universal de Barcelona, van ser batalles.
D'un costat, hi havia el panorama de Plewna, situat a la cruïlla entre la Gran Via i la rambla de Catalunya. D'altra banda, hi havia el panorama de Waterloo, situat a la plaça de Catalunya.

## Conseqüències de l'Exposició

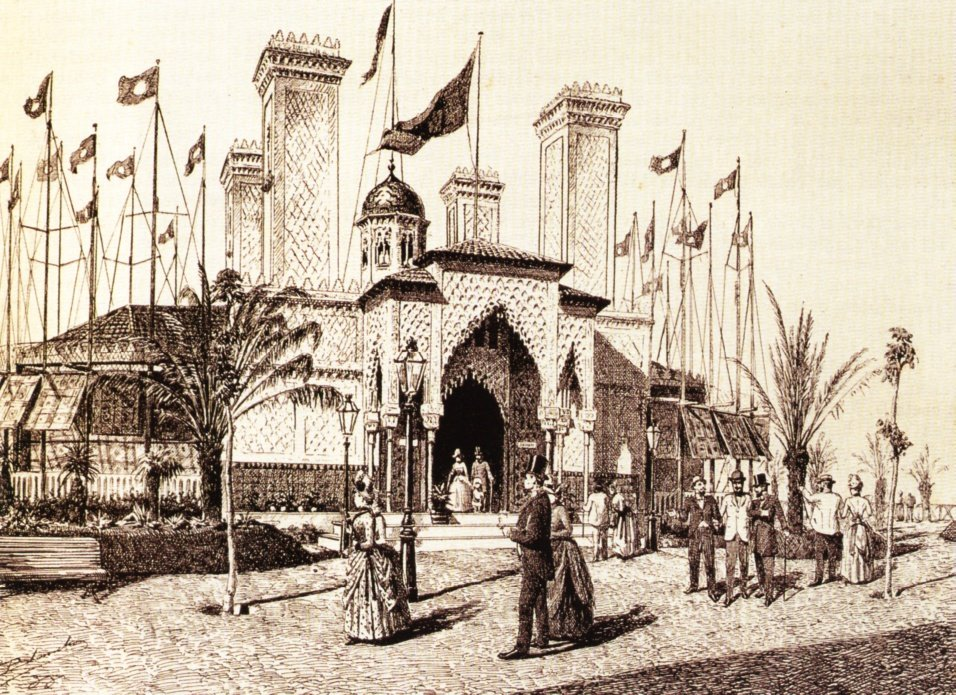
Antoni Gaudí va dissenyar el pavelló de la Companyia Transatlàntica a l'Exposició Universal de Barcelona de 1888.

L'Exposició Universal es va considerar un èxit, tant pel nombre de visitants com pel rendiment econòmic (tot i acabar amb un dèficit de 6 milions de pessetes), i la projecció internacional que va donar a Barcelona. A més, va ajudar a urbanitzar una gran zona de la ciutat.
L'exposició, plantejada en un moment de depressió econòmica, va revitalitzar el sector de la construcció, i el nombre de visitants va proporcionar grans ingressos a tots els sectors de la ciutat.
Econòmicament, l'Exposició de 1888 es considera el primer gran pas de l'economia catalana cap a l'europeïtzació. El 1886, dos anys abans de l'esdeveniment, s'havia fundat la Cambra Oficial de Comerç, Indústria i Navegació de Barcelona, amb l'objectiu de vetllar pels interessos dels industrials catalans i aprofitar l'Exposició per fomentar el flux comercial amb l'estranger —i els països europeus en particular— en un moment en què l'economia catalana es mantenia limitada a comerciar amb el mercat espanyol.
Políticament, l'organització, desenvolupament i èxit de l'Exposició va confirmar el clima de bona relació entre la burgesia catalana i la monarquia recentment restaurada a Madrid, malgrat les crítiques que va generar entre el proletariat i els líders republicans i catalanistes.
L'Exposició de 1888, el primer gran esdeveniment que es va organitzar a Barcelona, va passar a la història com un model de desenvolupament que posteriorment, en diferents moments històrics, va tornar a aplicar la ciutat, organitzant grans esdeveniments internacionals (com l'Exposició Internacional de 1929, els Jocs Olímpics de Barcelona 1992 i, més recentment, el Fòrum Universal de les Cultures el 2004).

## Crítiques socials i polítiques a l'Exposició
Malgrat que l'Exposició va transcórrer amb normalitat i es va valorar com un èxit, no va estar exempta de crítiques:
La gran quantitat d'obres dutes a terme durant els mesos anteriors a l'Exposició, no només al recinte firal sinó en altres punts de la ciutat, va mobilitzar milers de treballadors que van treballar incansablement i, a vegades, en difícils condicions. Tot això va contribuir a incrementar la conscienciació dels treballadors que havien d'unir les seves forces per defensar els seus interessos i millorar les seves condicions laborals. Mostra d'això és que l'agost de 1888, en plena celebració de l'Exposició, es va fundar en Barcelona el sindicat Unió General de Treballadors (UGT). Poc després el Partit Socialista Obrer Espanyol (PSOE), va celebrar a Barcelona el primer congrés de la seva història.
L'Exposició va provocar una gran inflació de preus a Barcelona, segons van publicar els mitjans de comunicació de l'època. La pujada de preus va generar insatisfacció ciutadana i nombroses crítiques als diaris. Intel·lectuals i polítics republicans i catalanistes, liderats per Valentí Almirall, es van manifestar públicament en contra de l'Exposició, per considerar-la l'expressió del pacte de la burgesia catalana amb la monarquia centralista que —deien— perjudicava els interessos de Catalunya.